# Peter Punk (groupe)
Pour les articles homonymes, voir Peter Punk.
Peter Punk est un groupe italien de punk rock, originaire de Roncade, dans la province de Trévise.

## Histoire
Le groupe se forme en 1994, composé de Nicolò Gasparini, Ettore Montagner, Stefano 
Fabretti et Nicola Brugnaro après une série de changements de line-up initiaux 
. Après avoir enregistré une démo en décembre 1998, Cornflakes, et quelques titres en 1999 (destinés à figurer dans les compilations Great Time pour Agitato Records, Tre Venezie : Skins and Punx United!, Astropunkers 2000, Kings of Punk), ils sortent en juillet 2000 leur premier album, homonyme, que le groupe, en une semaine. Il sort sur Agitato Records, un label fondé deux ans plus tôt par le chanteur Nicolò Gasparini.
En 2001, ils sortent un split avec Moravagine (Peter Punk vs. Moravagine) et l'année suivante, ils sortent leur deuxième album Ruggine ?. Après la sortie de leur troisième album, XI, le groupe entre dans une phase de crise qui aboutira à sa séparation en 2004.
En 2010, après six ans de silence, ils décident de remonter sur scène pour une tournée qui passe par plusieurs endroits du nord de l'Italie,. Le 10 juillet 2013, le groupe annonce définitivement son retour sur la scène musicale. Le 24 novembre 2014, l'album Il seme della follia sort sur La Grande V Records, produit avec Ryan Greene,.
En 2020, Nicolò et Stefano annoncent le retour du groupe pour reproposer d'anciens morceaux en version acoustique, accompagnés d'un troisième membre à la batterie.

## Discographie

### Albums studio
- 2000 : Peter Punk
- 2002 : Ruggine?
- 2004 : XI
- 2014 : Il seme della follia

### Split
- 2001 : Peter Punk vs. Moravagine (avec Moravagine)

### Compilation
- 2003 : Sarò pornostar

### Démo
- 1998 : Cornflakes